# تاريخ الهجرة إلى الولايات المتحدة

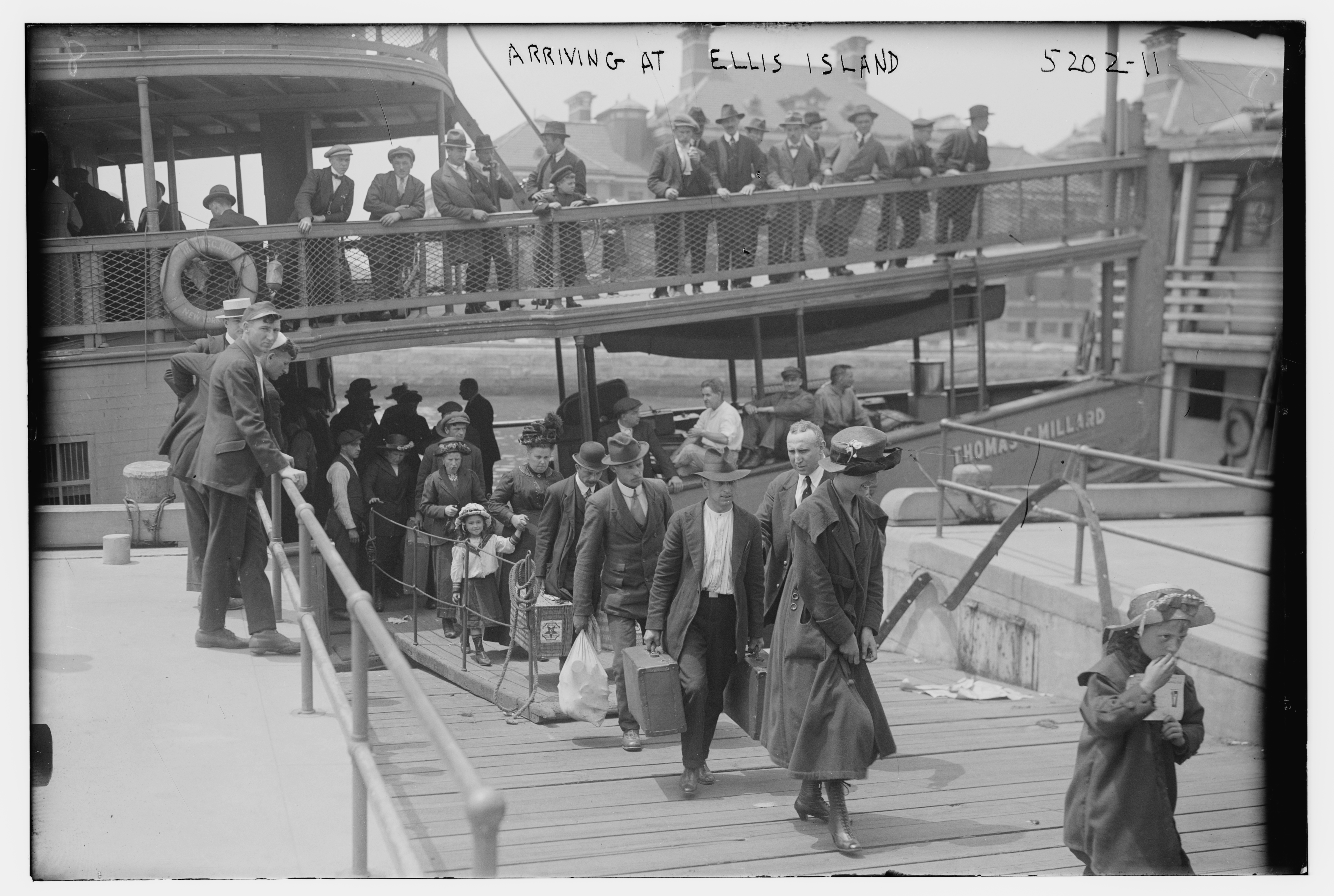
الوصول إلى جزيرة إليس عام 1915.

يصف تاريخ الهجرة إلى الولايات المتحدة حركة البشر إلى الولايات المتحدة بدءًا من أولى المستوطنات الأوروبية نحو عام 1600. بدءًا من ذلك الوقت، استوطن البريطانيون وأوروبيون آخرون الساحل الشرقي لأمريكا. في عام 1619، بدأ جلب الأفارقة إلى البلاد ليعملوا كعبيد. مرت الولايات المتحدة بموجات متتابعة من الهجرة خصوصًا من القارة الأوروبية. دفع المهاجرون أحيانًا ثمن النقل العابر للمحيطات عبر خدمتهم عمالًا بعقود طويلة الأجل بعد وصولهم إلى العالم الجديد. في وقت لاحق، أصبحت الهجرة إلى أمريكا أكثر تشديدًا؛ انتهت القيود على عدد المهاجرين في عام 1965. مؤخرًا، زادت الرحلات الجوية رخيصة الثمن الهجرة إلى الولايات المتحدة من دول آسيا وأمريكا اللاتينية.
تراوحت المواقف تجاه المهاجرين الجدد ما بين كونها إيجابية وعدائية منذ تسعينيات القرن الثامن عشر.

## الحقبة الاستعمارية
في عام 1607 استقرت أول مستعمرة إنكليزية في جيمستاون، فيرجينيا. بعد أن رأى المزارعون التبغ محصولًا نقديًا، بدؤوا بتشكيل المزارع على طول خليج تشيزبيك في ولايتي فيرجينيا وماريلاند.
وبهذا بدأت أول وأطول حقبة للهجرة، استمرت حتى بداية الثورة الأمريكية عام 1775؛ في تلك الفترة، نمت المستوطنات امتدادًا من أول موطئ قدم في العالم الجديد إلى أمريكا البريطانية. جلبت هذه الحقبة معها مهاجرين من شمالي أوروبا، خصوصًا البريطانيين والألمان والهولنديين. بدأ حكم البريطانيين منذ منتصف القرن السابع عشر وكانوا حتى ذلك الوقت أكبر الوافدين ممن بقوا ضمن الإمبراطورية البريطانية. عمل أكثر من 90% من المهاجرين الأوائل كمزارعين.
عملت أعداد كبيرة من الرجال اليافعين والنساء كعمال بعقد عمل مؤقت. دفع أرباب العمل تكاليف قدوم هؤلاء العمال الذين عملوا في المزارع والمتاجر. حصل هؤلاء العمال على الطعام والمسكن واللباس والتدريب اللازم إلا أنهم لم يتقاضوا راتبًا. مع نهاية عقد العمل (عادة حوالي سن الـ 21 عامًا أو بعد خدمة سبع سنوات) يصبح العامل حرًا للزواج وبدء العمل في مزارعه الخاصة.

### نيو إنجلاند
بحثًا عن الحرية الدينية في العالم الجديد، أنشأ مئة فرد من البيوريتانيين الإنجليز مستوطنة صغيرة بالقرب من بليموث، ماساتشوستس عام 1620. قدِم عشرات الآلاف من البيوريتانيين الإنجليز، معظمهم من أجزاء شرق أنجليا في إنجلترا (نورفك وسوفولك وإسكس) إضافةً إلى كينت وشرق ساسكس. واستوطنوا في كل من بوسطن وماساتشوستس وبوسطن الكبرى من نحو العام 1629 إلى 1640 من أجل إنشاء أرض مخصصة لديانتهم. أُنشئت المستعمرات الجديدة لنيو إنجلاند، ماساتشوستس وكونيتيكت ورود آيلاند ونيو هامبشاير على طول الساحل الشمالي الشرقي. انتهت الهجرة واسعة النطاق إلى هذه المنطقة قبل حلول عام 1700، إلا أن معدلًا بسيطًا ثابتًا من الهجرة استمر إليها.
كان مستوطنوا نيو إنجلاند الأكثر تمدّنًا ومتعلمين أكثر من بقية أقرانهم، كما حظوا بالعديد من المزارعين والتجار والحرفيين المهرة بين صفوفهم. أنشؤوا أول جامعة لهم (جامعة هارفارد) عام 1635 بهدف تدريب مهنتهم. استوطن معظمهم في قرىً صغيرة من أجل الدعم المشترك (حظي معظمهم تقريبًا بالجيش الشعبي الخاص به) وتشاركوا بالأنشطة الدينية. كانت بناء السفن والتجارة والزراعة والصيد أهم مصادر الدخل لديهم. نتج عن المناخ الصحي (ساهم برد الشتاء بالقضاء على البعوض وبقية الحشرات الناقلة للأمراض) والقرى الصغيرة واسعة الانتشار (ما يقلل من فرص انتشار الأمراض) وإمدادات الغذاء الوفيرة نتج امتلاك نيو إنجلاند أدنى معدل للوفيات وأعلى معدل للولادات بين جميع المستعمرات. استوطن أحفاد شعب نيو إنجلاند الأصليون في كل من الحدود الشرقية والشمالية حول المستعمرات الأصلية. انخفضت الهجرة إلى مستعمرات نيو إنجلاند بعد عام 1640 ومطلع الحرب الأهلية الإنجليزية إلى أقل من 1% (ما يساوي تقريبًا معدل الوفيات) على مدار جميع السنوات تقريبًا قبل عام 1845. كان النمو المتسارع لمستعمرات نيو إنجلاند غالبًا نتيجة ارتفاع معدل الولادات (أكثر من 3%) وانخفاض معدل الوفيات (أقل من 1%) في كل عام.

### الهولنديون
بدأ الهولنديون بقيادة شركة الهند الشرقية الهولندية بإنشاء مستعمرات على طول نهر هدسن في نيويورك بدءًا من نحو عام 1626. أقام الإقطاعيون الهولنديون من أصحاب المال أملاكًا عقارية عديدة على طول نهر هدسون وجلبوا إليها المزارعين الذين أصبحوا مستأجرين لها. أسس آخرون محطات تجارية مزدهرة تتعامل مع الأمريكيين الأصليين وأنشؤوا مدنًا جديدة مثل نيو أمستردام أو أمستردام الجديدة وألباني (نيويورك). بعد أن فرض البريطانيون سلطتهم وأعادوا تسمية المدينة إلى نيويورك، بدأ الألمان (من بالاتينات) واليانكيز (من نيو إنجلاند) بالوفود.

### المستعمرات الوسطى
شكلت كل من ماريلاند ونيويورك ونيوجيرسي وبنسلفانيا وديلاوير ما عرف بالمستعمرات الوسطى. استوطنت جمعية الأصدقاء الدينية البريطانية في بنسلفانيا، وتبعهم أفراد من أيرلندا الشمالية على الحدود والعديد من الطوائف البروتستانتية الألمانية، بمن فيهم البالاتينيون الألمان. تضمنت مستعمرة السويد الجديدة في بدايتها استيطانات قليلة على نهر ديلاوير السفلي من السويد وفنلندا. تماهت هذه المستعمرات مع غيرها بحلول عام 1676.
تبعثرت المستعمرات الوسطى غرب مدينة نيويورك (تشكلت عام 1626 وفرض الإنكليز سيطرتهم عليها عام 1682) وفيلادلفيا، بنسلفانيا (تشكلت عام 1682). تضمنت مستعمرة نيويورك الهولندية الأولى التشكيلة الأكثر انتقائية من المواطنين من مختلف الشعوب وازدهرت بكونها مركز تبادل تجاري بعد عام 1700. بين نحو عامي 1680 و1725، فرضت جمعية الأصدقاء الدينية البريطانية سيطرتها على مركز مستعمرة بنسلفانيا لعقود بعد هجرتها من شمال أواسط إنجلترا. خلال ذلك الوقت، كان المركز التجاري الرئيسي لفيلادلفيا مدارًا بشكل رئيسي من قبل أثرياء جمعية الأصدقاء الدينية، إضافة إلى جماعات ألمانية تمركزت في عدة بلدات صغيرة في وادي نهر ديلاوير.
بدءًا من نحو عام 1680، أي عندما تشكلت مستعمرة بنسلفانيا، قدِم المزيد من المستوطنين إلى المستعمرات الوسطى. تشجع العديد من أفراد الطوائف البروتستانتية على الاستيطان هناك من أجل حرية الديانة والبضائع ورخص ثمن الأراضي. كانت أصولهم نحو 60% بريطانيين و33% ألمان. مع حلول عام 1780، كان 27% من سكان نيويورك أحفادًا لمستوطنين هولنديين، ونحو 6% منهم أفارقة، وكان البقية بمعظمهم بريطانيين وخليطًا من مختلف الدول الأوروبية. تضمنت كل من نيوجيرسي وديلاوير غالبية بريطانية، مع 7 إلى 11% ممن هم أحفاد للمستوطنين الألمان، و6% من السكان الأفارقة، وفئة صغيرة من أحفاد المستوطنين السويديين في السويد الجديدة.

### المستعمرات الجنوبية
تضمنت المستعمرات الإنجليزية الجنوبية التي اعتمدت في معظمها على الزراعة معدل وفيات عاليًا جدًا بين صفوف المستوطنين الجدد نتيجة انتشار الملاريا والحمى الصفراء وعدد من الأمراض الأخرى إضافةً إلى الصدامات التي حدثت بينهم وبين السكان الأصليين. على الرغم من ذلك، حافظ التدفق المستمر للمهاجرين الجدد، خصوصًا من إنجلترا الوسطى ومنطقة لندن على استمرار النمو السكاني. مع حلول عام 1630، أضحت مناطق واسعة من الأماكن التي تحولت إلى مستعمرات خالية تمامًا من السكان الأصليين نتيجة تفشي أوبئة مثل الحصبة والجدري والطاعون الدملي قبل عقود من بدء وصول المهاجرين الأوروبيين بأعداد هائلة. كان الجدري هو القاتل الأعنف بينها، والذي تفشى في العالم الجديد نحو بين عامي 1510 و1530.
مبدئيًا، كانت المزارع التي أُنشئت في هذه المستعمرات مملوكة بمعظمها من قبل أصدقاء (معظمهم من الأرستقراطيين الصغار) عينتهم الحكومة البريطانية. شكلت مجموعة من سكان مرتفعات اسكتلندا المتكلمين باللغة الغالية مستوطنة في كيب فير في كارولينا الشمالية، والتي بقيت متمايزة ثقافيًا حتى منتصف القرن الثامن عشر، حين تماهت مع الثقافة الإنجليزية الأصلية المسيطرة.